# لیگ سری آ کلمبیا
لیگ سری آ کلمبیا (اسپانیایی: Categoría Primera A‎) بالاترین سطح مسابقات فوتبال در کشور کلمبیا است.
این لیگ که در سال ۱۹۴۸ میلادی تأسیس شده، باشگاه فوتبال اتلتیکو ناسیونال با ۱۸ قهرمانی پرافتخارترین تیم در این مسابقات محسوب می‌شود.

## قهرمانان
| رتبه | باشگاه              | قهرمانی | نایب‌قهرمانی |
| ---- | ------------------- | ------- | ----------- |
| ۱    | اتلتیکو ناسیونال    | ۱۸      | ۱۲          |
| ۲    | میلوناریوس          | ۱۶      | ۱۰          |
| ۳    | آمریکا ده کالی      | ۱۵      | ۷           |
| ۴    | دپورتیوو کالی       | ۱۰      | ۱۴          |
| ۴    | اتلتیکو جونیور      | ۱۰      | ۱۰          |
| ۶    | سانتا فه            | ۹       | ۷           |
| ۷    | ایندپندینته مدئین   | ۶       | ۱۲          |
| ۸    | اونس کالداس         | ۴       | ۲           |
| ۹    | دپورتس تولیما       | ۳       | ۹           |
| ۱۰   | دپورتیوو پاستو      | ۱       | ۳           |
| ۱۰   | دپورتس کویندیو      | ۱       | ۲           |
| ۱۰   | کوکوتا دپورتیوو     | ۱       | ۱           |
| ۱۰   | اتلتیکو بوکارامانگا | ۱       | ۱           |
| ۱۰   | یونین ماگدالنا      | ۱       | ۰           |
| ۱۰   | بویاکا چیکو         | ۱       | ۰           |
| ۱۰   | دپورتیوو پریرا      | ۱       | ۰           |